# Aluata de mantell
L'aluata de mantell (Alouatta palliata) és un simi de la família dels atèlids, dins del parvordre dels platirrins. El seu àmbit de distribució s'estén des del sud-oest de Mèxic fins al nord del Perú i Colòmbia, a l'oest dels Andes. Prefereix les regions boscoses com ara manglars, boscos secs i selves pluvials. Viu a altituds de fins a 2.500 msnm.